# Östgöta trängkårs församling
Östgöta trängkårs församling var en militärförsamling i Lunds stift och Linköpings stift i nuvarande Landskrona kommun och Eksjö kommun. Församlingen upplöstes 1908.

## Administrativ historik
Församlingen bildades 1902 genom en utbrytning ur Vendes trängkårs församling. under namnet Andra Göta trängkårs församling. Namnet ändrades 1904 till Östgöta trängkårs församling.
Församlingen var till 1907 placerad i Landskrona och från 1907 i Eksjö.